# 나주향교 대성전
나주향교 대성전(羅州鄕校大成殿)은 나주향교의 대성전이다. 보물 제394호로 대한민국 전라남도 나주시 향교동 32-3에 있다.
나주향교의 중심건물인 대성전은 공자를 비롯한 27위의 위패가 모셔진 공간으로 정면 5칸, 측면 4칸, 단층 겹처마 팔작지붕이다. 주심포 양식의 건물이나 쇠서의 형태는 익공이 비슷하게 변하고 창방(昌枋) 위에는 익공집에서 나타나는 화반들이 배치되어 있다. 전면 1칸을 개방하여 툇간(退間)으로 하고 안쪽에 고주(高柱)를 세워 중앙과 좌우 양단문에 각각 문호를 달았으며 주문에는 큼직한 살 창(窓)을 만들었다. 내부에는 마루를 깔았고, 후면에 고주 4개를 한 줄로 세워 앞뒤 고주에는 대들보를 걸치고 그 위에 동자주형의 태공을 세워 종양(宗樑)을 받쳤다. 건물 내부에 세운 고주와 주위의 평주와는 퇴양(退樑)으로 연결하였으며 이것을 받는 공포의 살미첨차는 한몸으로 합쳐서 양봉(樑奉)의 형식을 이루고 있다. 천장은 연등천장이며 초석 상면에 연화문을 새긴 장식이 특이하다. 대성전 건물은 공포와 개가구재의 세부에 나타나는 특징으로 보아 조선 중기에 건축된 것으로 추측된다.

## 사진

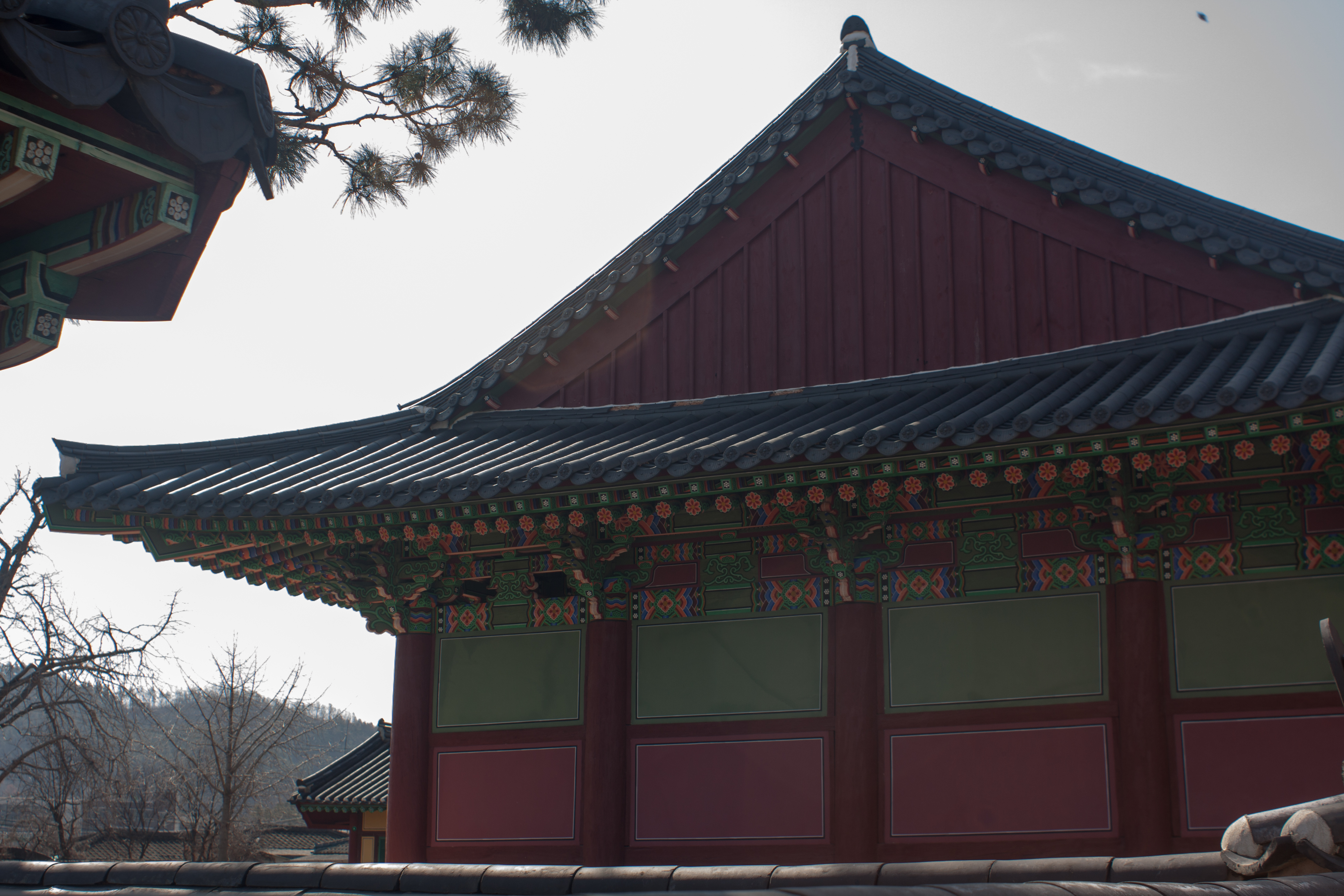
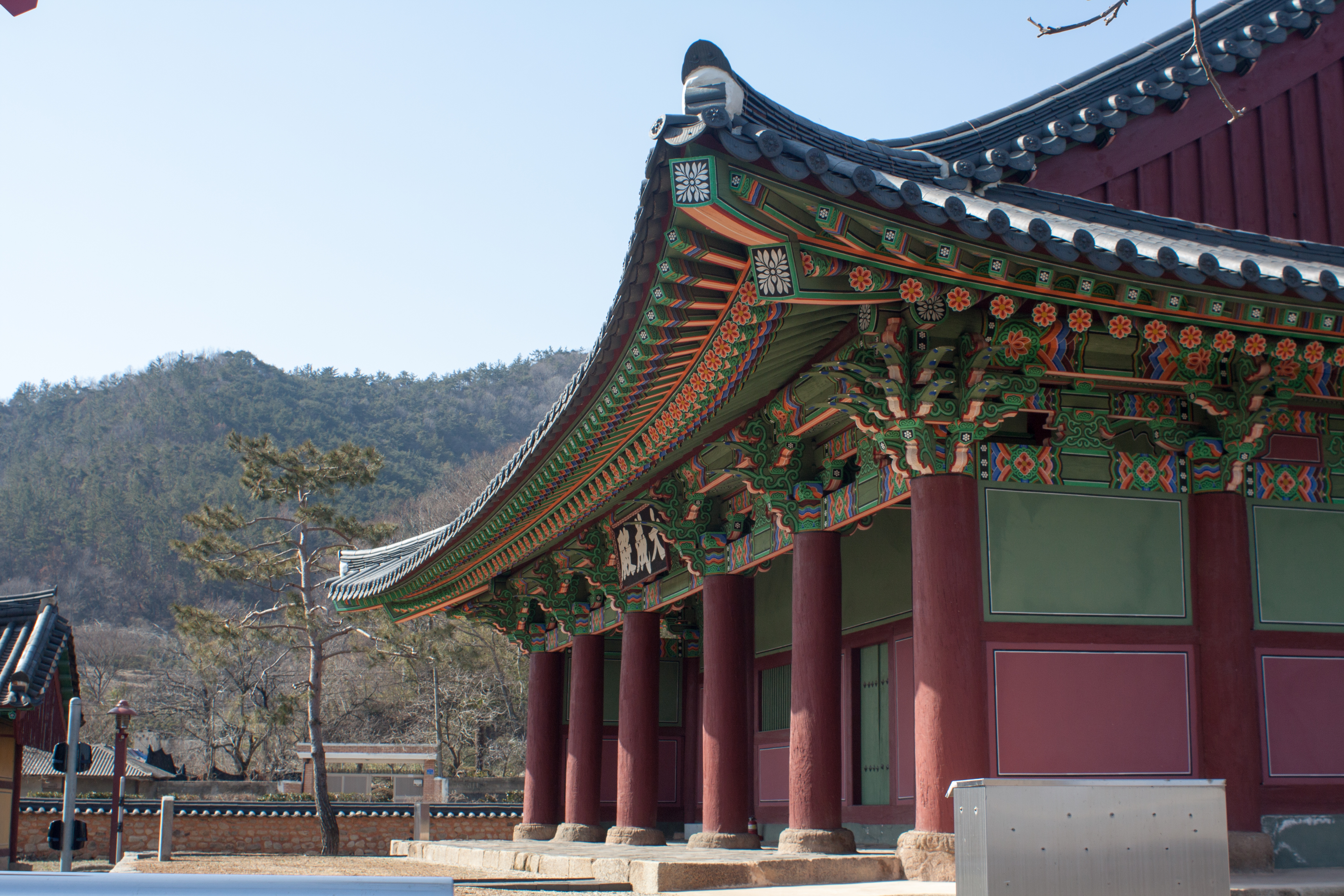
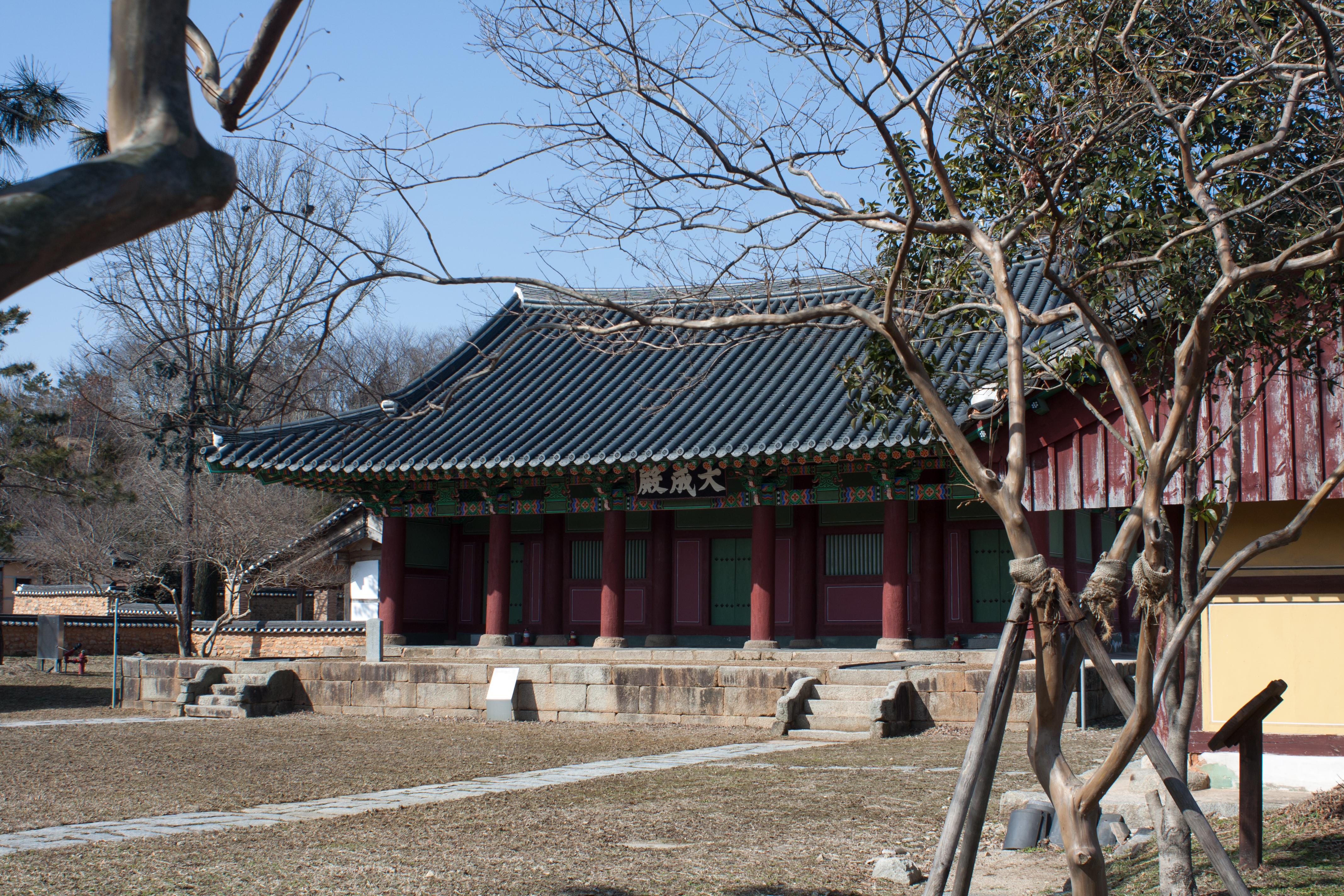
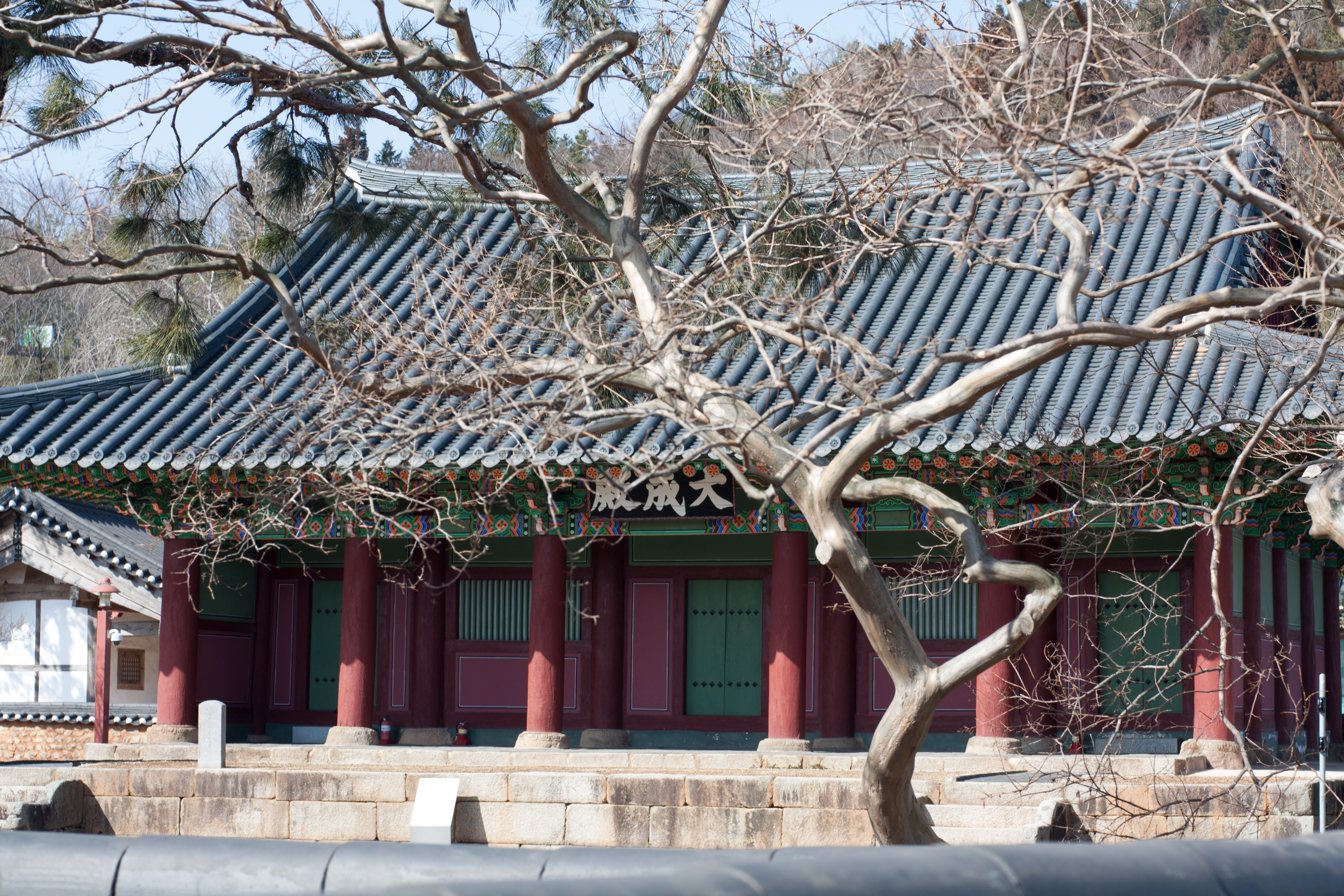

## 참고 자료
- 나주향교 대성전 - 국가유산청 국가유산포털
- 이 문서에는 다음커뮤니케이션(현 카카오)에서 GFDL 또는 CC-SA 라이선스로 배포한 글로벌 세계대백과사전의 내용을 기초로 작성된 글이 포함되어 있습니다.